# 顏東年
顏東年（？—1920年），生於清治台灣基隆堡瑞芳（今新北市瑞芳區），祖籍福建安溪，台灣日治時代商人，創辦仁和商行。為基隆顏家的一份子。

## 生平
其父顏尋芳，繼承其祖父顏斗猛的採礦事業，在基隆四腳亭開採煤礦及金礦。他是顏尋芳的長子，其弟顏雲年、顏國年。
1895年，台灣日治時期開始，台灣總督府將採礦事業收歸公有。顏東年從商，建立仁和商行。因眼疾，在40歲時失明，其事業不如其弟顏雲年與顏國年興盛。在他失明後，事業交由其女婿周碧負責。其女婿周碧原為顏雲年的事業伙伴，在雲泉商會工作，經顏雲年提親，與其獨女顏扁結婚。
1920年，顏東年過世。其弟顏國年主持分家，將基隆顏家的家業，以仁和、禮和、義和三個商行分別繼承。顏東年只有獨生女，因此由其女婿周碧繼承仁和商行，在基隆顏家中，他這個支派被稱為仁和派。

## 家庭
其獨生女顏扁，女婿周碧。
周碧的長孫周宗文，次子周琨賢。長子周宗文娶李澤藩之女，李遠哲為其妻舅。次子周琨賢，娶汪明燦之女汪懿範。汪明燦為台北士林望族，曾任板橋林家林熊徵的書記，負責管理林熊徵的資產，曾文惠為其外甥女。